# Tyto furcata
Tyto furcata (sin.: Tyto alba furcata): és una espècie d'ocell rapinyaire nocturn de la família dels titònids (Tytonidae), a vegades considerat una subespècie de l'òliba comuna. Habita al continent americà, des del sud de Canadà, fins a la Terra del Foc.

## Taxonomia
Segons la llista mundial d'ocells del Congrés Ornitològic Internacional (versió 12.2, juliol 2022) aquest tàxon tindria la categoria d'espècie i tindria fins a 12 subespècies. Tanmateix, altres obres taxonòmiques, com el Handook of the Birds of the World i la quarta versió de la BirdLife International Checklist of the birds of the world (Desembre 2019), consideren que T. furcata, a les Amèriques, T. javanica, a l'Índia, el Sud-est Asiàtic i Australàsia', i T. deroepstorffi, a les illes Andaman', són, subespècies de l'òliba comuna, present a Europa, Àfrica i Orient Pròxim. Segons aquest altre criteri, al ser els 4 tàxons coespecífics, aleshores Tyto Alba (lato sensu) seria una espècie d'abast mundial.